# Chó chăn cừu Hierran
Chó chăn cừu Hierran, còn được gọi dưới một cái tên khác là Perro Lobo Herreño là một giống chó có nguồn gốc ở đảo El Hierro, thuộc quần đảo Canary, Tây Ban Nha. Giống chó này được người dân trên đảo gọi với phương ngữ là "lobito" hay "perro lobo".
Mặc dù nguồn gốc của giống chó này không rõ ràng và có ngoại hình tương tự như sóivà tồn tại trong thế kỷ 15 ở quần đảo Canary, được gọi với cái tên "cancha" bởi thổ dân tại đây. Giống chó này thường được cho là của tổ tiên chó sói.